# Abitibi—Baie-James—Nunavik—Eeyou
Pour les articles homonymes, voir Abitibi (homonymie).
Circonscription électorale fédérale du Canada
Abitibi–Baie-James–Nunavik–Eeyou (auparavant Abitibi, Abitibi–Baie-James–Nunavik et Nunavik–Eeyou) est une circonscription électorale fédérale canadienne consistant de parties du Nord-du-Québec et de l'Abitibi-Témiscamingue.

## Géographie
Elle est la plus grande circonscription de la province de Québec, couvrant presque la moitié de sa superficie totale, soit près de 800 000 km2. Il s'agit également de la plus grande circonscription dans une province canadienne. Elle est composée de la municipalité régionale de comté (MRC) de la Vallée-de-l'Or dans l'Abitibi-Témiscamingue et du territoire équivalent de Eeyou Istchee Baie-James (Jamésie), ainsi que du territoire de l'Administration régionale Kativik (comprenant le Nunavik) dans le Nord-du-Québec.
Les circonscriptions limitrophes sont Abitibi–Témiscamingue, Pontiac—Kitigan Zibi, Saint-Maurice—Champlain, Lac-Saint-Jean, Jonquière, Côte-Nord—Kawawachikamach—Nitassinan au Québec, Kapuskasing—Timmins—Mushkegowuk en Ontario, et Labrador dans la province de Terre-Neuve-et-Labrador.

## Historique
La circonscription est initialement créée sous le nom d'Abitibi en 1966 avec des parties de Chapleau et Saguenay. En 1976, la circonscription de Villeneuve fusionne avec Abitibi. Renommée en 1998 en Abitibi—Baie-James—Nunavik, elle est abolie en 2003.
En 2003, la nouvelle circonscription de Nunavik—Eeyou conserve le même territoire que l'ancienne circonscription de Abitibi—Baie-James—Nunavik. Une partie des circonscriptions de Manicouagan et Roberval est incorporée à la circonscription, alors qu'une partie est transférée à Abitibi—Témiscamingue. Après les élections fédérales de 2004, la circonscription est renommée Abitibi—Baie-James—Nunavik—Eeyou.
Lors du redécoupage électoral de 2013, le territoire de la circonscription change très peu, étant agrandi d'une petite portion de la municipalité d'Eeyou Istchee Baie-James.
Les limites de la circonscriptions ne changent pas lors du redécoupage électoral de 2022-2023. La population est alors estimée à 89 087 habitants.

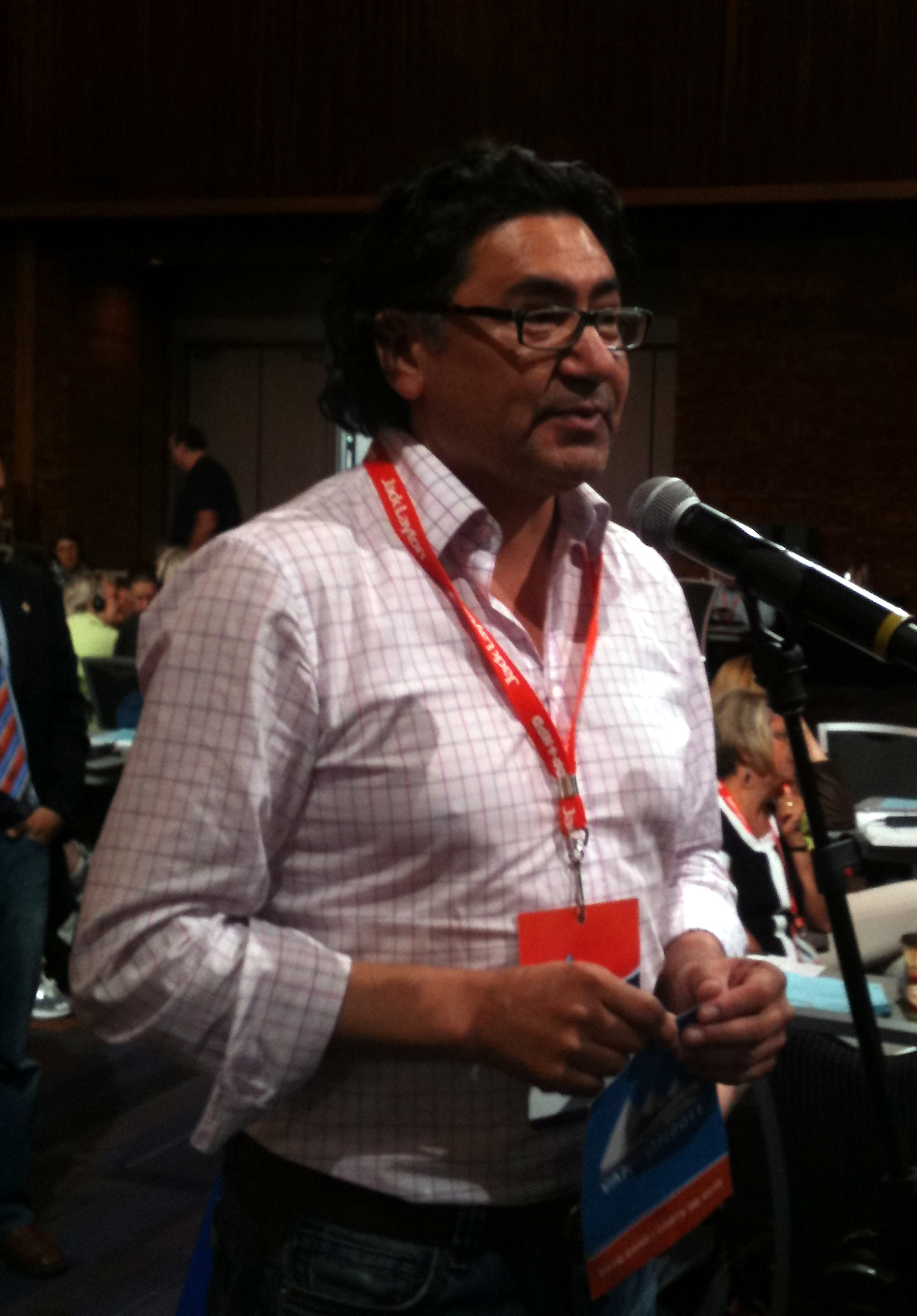
Romeo Saganash est député de 2011 à 2019.

## Députés
| Législature                                       | Années        | Député           | Parti         | Parti                     |
| ------------------------------------------------- | ------------- | ---------------- | ------------- | ------------------------- |
| Abitibi issue de Chapleau, Villeneuve et Saguenay |               |                  |               |                           |
| 28e                                               | 1968–1971     | Gérard Laprise   |               | Ralliement créditiste     |
| 28e                                               | 1971–1972     | Gérard Laprise   | Crédit social |                           |
| 29e                                               | 1972–1974     | Gérard Laprise   | Crédit social |                           |
| 30e                                               | 1974–1979     | Gérard Laprise   | Crédit social |                           |
| 31e                                               | 1979–1980     | Armand Caouette  | Crédit social |                           |
| 32e                                               | 1980–1984     | René Gingras     |               | Libéral                   |
| 33e                                               | 1984–1988     | Guy Saint-Julien |               | Progressiste-conservateur |
| 34e                                               | 1988–1993     | Guy Saint-Julien |               | Progressiste-conservateur |
| 35e                                               | 1993–1997     | Bernard Deshaies |               | Bloc québécois            |
| 36e                                               | 1997–2000     | Guy Saint-Julien |               | Libéral                   |
| Abitibi—Baie-James—Nunavik                        |               |                  |               |                           |
| 37e                                               | 2000–2004     | Guy Saint-Julien |               | Libéral                   |
| Nunavik—Eeyou                                     |               |                  |               |                           |
| 38e                                               | 2004–2006     | Yvon Lévesque    |               | Bloc québécois            |
| Abitibi—Baie-James—Nunavik—Eeyou                  |               |                  |               |                           |
| 39e                                               | 2006–2008     | Yvon Lévesque    |               | Bloc québécois            |
| 40e                                               | 2008–2011     | Yvon Lévesque    |               | Bloc québécois            |
| 41e                                               | 2011–2015     | Romeo Saganash   |               | Néo-démocrate             |
| 42e                                               | 2015–2019     | Romeo Saganash   |               | Néo-démocrate             |
| 43e                                               | 2019–2021     | Sylvie Bérubé    |               | Bloc québécois            |
| 44e                                               | 2021–2025     | Sylvie Bérubé    |               | Bloc québécois            |
| 45e                                               | 2025–en cours | Mandy Gull-Masty |               | Libéral                   |

## Résultats électoraux

### Tendances
| |
| - Crédit social (ancien) - Parti libéral - Progressiste-conservateur (ancien) - NPD - Bloc québécois - Alliance canadienne (ancien) - Parti conservateur - Parti vert - Parti populaire |

### Résultats détaillés
|       | Candidat                | Parti          | # de voix | % des voix |
|       | Jean-Maurice Matte      | Conservateur   | +07 082,  | 22,67 %    |
|       | Yvon Lévesque (sortant) | Bloc québécois | +05 684,  | 18,2 %     |
|       | Léandre Gervais         | Libéral        | +03 282,  | 10,51 %    |
|       | Roméo Saganash          | NPD            | +13 966,  | 44,71 %    |
|       | Johnny Kasudluak        | Vert           | +01 221,  | 3,91 %     |
| Total | Total                   | Total          | 31 235    | 100 %      |

|       | Candidat                | Parti          | # de voix | % des voix |
|       | Jean-Maurice Matte      | Conservateur   | +08 422,  | 30,37 %    |
|       | Yvon Lévesque (sortant) | Bloc québécois | +10 995,  | 39,65 %    |
|       | Mark Canada             | Libéral        | +05 108,  | 18,42 %    |
|       | Erica Martin            | NPD            | +02 276,  | 8,21 %     |
|       | Patrick Rancourt        | Vert           | +00928,   | 3,35 %     |
| Total | Total                   | Total          | 27 729    | 100 %      |

|                         | Nom                     | Parti politique         | Voix   | %       | Majorité |
| ----------------------- | ----------------------- | ----------------------- | ------ | ------- | -------- |
|                         | Armand Caouette         | Crédit social           | 21 387 | 45,37 % | 5 690    |
|                         | Ronald Tétrault         | Libéral                 | 15 697 | 33,3 %  |          |
|                         | Jean-Jacques Martel     | P.-C.                   | 5 652  | 11,99 % |          |
|                         | Doris St-Pierre         | Parti Rhinocéros        | 1 425  | 3,02 %  |          |
|                         | Maurice Vaney           | NPD                     | 1 420  | 3,01 %  |          |
|                         | Zebedee Nungak          | Indépendant             | 986    | 2,09 %  |          |
|                         | Judith Desjardins       | Union populaire         | 344    | 0,73 %  |          |
|                         | Jean Létourneau         | Marxiste-léniniste      | 233    | 0,49 %  |          |
| Total des votes valides | Total des votes valides | Total des votes valides | 47 144 | 100 %   |          |